# Reginald d’Este
Reginald d’Este właśc. Rinaldo d’Este (25 czerwca 1655 – 26 października 1737) – książę Modeny i Reggio w latach 1695–1737, kardynał w latach 1686–1695.

## Życiorys

### Młodość i kariera kościelna
Urodził się w Modenie jako drugi syn Franciszka I. Jego matką była Lukrecja Barberini. Rinaldo nie był przeznaczony do objęcia tronu Modeny i Reggio, pierwszeństwo przed nim miał jego, starszy o przeszło dwadzieścia lat, przyrodni brat Alfons. Nauki pobierał w rodzinnej Modenie, m.in. studiował filozofię. W czasie elekcji 1674 roku jego kandydatura nie zdobyła większej popularności wśród szlachty.
Ojciec zaplanował dla niego karierę duchowną. 2 września 1686 roku, papież Innocenty XI mianował go kardynałem diakonem. Do podniesienia Rinaldo do godności kardynalskiej naciskała królowa Anglii i Szkocji, Maria Modeńska (córka jego brata), do czego wykorzystana została dyplomacja angielska. Papież udzielił mu dyspensy z powodu nie posiadania przez niego święceń kapłańskich i z uwagi na to, że jego wuj Carlo Barberini był członkiem Kolegium Kardynalskiego. 20 grudnia 1688 roku z rąk papieża Innocentego XI otrzymał kapelusz kardynalski, z kościołem Santa Maria della Scala jako świątynią tytularną.
Rinaldo d’Este brał udział w konklawe 1689 roku i w konklawe 1691 roku. Po 1687 roku kardynał d’Este był de facto przedstawicielem króla Jakuba II Stuarta, a po jego wygnaniu reprezentował interesy jakobickie. Jego usługi stały się zbyteczne po 1689 roku, gdyż nowy papież Aleksander VIII, który nie darzył kardynała sympatią, nie chciał mieć z nim nic wspólnego. Mimo to Aleksander VIII mianował go członkiem Kongregacji ds. Soboru Trydenckiego, Kongregacji Rozkrzewiania Wiary i Kongregacji ds. Obrzędów oraz protektorem benedyktyńskiej kongregacji oliwetanów. Za pontyfikatu Innocentego XII został także członkiem Kongregacji Inkwizycji Rzymskiej i Powszechnej.
We wrześniu 1694 roku zmarł bratanek kardynała, książę Franciszek II, który nie pozostawił po sobie potomstwa. Jedynym męskim przedstawicielem rodu d’Este był teraz kardynał Rinaldo. Jego bratanica, wygnana króla Maria wezwała go do rezygnacji z godności kardynalskiej, dla „dobra ludu i dla przetrwania domu panującego d’Este”. Jednocześnie wyrażała się z przychylnością o potencjalnej kandydatce na męża dla swego stryja, córce księcia Brunszwiku-Lüneburga Jana Fryderyka, Charlocie Felicycie.
5 marca 1695 roku Rinaldo przedstawił papieżowi swoją rezygnację, jednocześnie zapewniając, że nie ma w planach ożenku z wdową po swym zmarłym bratanku, Małgorzatą Marią Farnese. Innocenty XII zaakceptował jego rezygnację na prywatnej audiencji. Rinaldo d’Este poprosił dodatkowo papieża m.in. o przekazanie dwóch opactw, do tej pory mu podległych, jego krewniakom, kardynałom Barberinim. 21 marca 1695 roku, tym razem już oficjalnie, podczas konsystorza, papież publicznie zaakceptował rezygnację księcia-kardynała z jego kościelnej funkcji.

### Rządy
W listopadzie tego samego roku, by zapewnić przetrwanie rodu, książę Rinaldo poślubił wspomnianą Charlottę Felicytę Brunszwicką. Wkrótce wdał się w konflikt ze swoją bratanicą, zdetronizowaną królową Marią. Kwestią sporną była sprawa niewypłaconego posagu Marii i spadku, jaki powinna uzyskać po bezpotomnej śmierci swojego brata, Franciszka II. Rinaldo odmówił wypłacania obu tych zaległości finansowych wobec bratanicy. Dopiero w 1700 roku książę spłacił posag, ale jej spadek pozostał pod sekwestrem. Stosunki między wygnanymi Stuartami a księstwem Modeny pogorszyły się, gdy Rinaldo zawarł sojusz z cesarzem Leopoldem I Habsburgiem. Był on wrogiem Ludwika XIV, który wspierał wygnanych z Anglii Jakuba i Marię.
Jednym z pierwszych posunięć Rinaldo jako księcia Modeny i Reggio było obniżenie ceny zboża w celu poprawy warunków życia rolników na wsi. W 1702 roku, w momencie wybuchu wojny o sukcesję hiszpańską, Rinaldo ogłosił neutralność Modeny i Reggio, ale nie przeszkodziło to francuskim oddziałom w zdobyciu Modeny. Rinaldo musiał uciekać do Bolonii.
W 1707 roku, po długim oblężeniu, w którym Rinaldo sam również brał udział, niemieckie wojska odparły Francuzów od stolicy Modeny. Na mocy układu pokojowego, Modena zyskała księstwo Mirandola, ale straciła Comacchio. Rinaldo pragnął zbliżyć się do Francji, w tym celu ożenił swojego syna Franciszka z Charlottą Aglaé Orleańską, córką regenta Filipa II Burbona, księcia Orleanu. Małżeństwo to okazało się wielce uciążliwe, głównie z powodu skandalicznego zachowania Charlotty Aglae i Rinaldo musiał wybudować dla młodej pary oddzielną rezydencję w Rivalta. Klęską skończyła się próba przejęcia księstwa Parmy poprzez małżeństwo córki Rinaldo – Enrichetty z księciem Antonio Farnese – książę zmarł bezdzietnie i jego księstwo przypadło dynastii Burbonów, rządzącej w Hiszpanii.
W 1733 roku rozpoczęła się wojna o sukcesję polską. Rinaldo formalnie neutralny, sekretnie wspierał Austrię. Ponownie Francuzi zmusili go do ucieczki do Bolonii, ale traktat pokojowy z 1736 roku znowu był korzystny dla Modeńczyków – otrzymali oni hrabstwo Novellara i Bagnolo. Zmarł 22 października 1737 roku na apopleksję. Jego pogrzeb odbył się w kilka dni później, 29 października, w modeńskim kościele S. Vincenzo Martire, w pobliżu grobu swojej babki Izabeli Sabaudzkiej. Grób Rinaldo d’Este jest nieoznakowany i dokładna lokalizacja pochówku wewnątrz kościoła nie jest znana.

### Rodzina
18 listopada 1695 roku Rinaldo d'Estę poślubił Charlottę Felicję (1671-1710), córkę Jana Fryderyka, księcia Brunszwiku-Lüneburga – w ten sposób sprzymierzając się z licznymi rodami niemieckimi (w tym z Habsburgami). Z Charlottą Felicytą miał siedmioro dzieci:
- Benedettę (Benedyktę) d’Este (18 sierpnia 1697 – 17 września 1777),
- Franciszka III (2 lipca 1698 – 22 lutego 1780), kolejnego księcia Modeny i Reggio,
- Amalię d’Este (28 lipca 1699 – 5 lipca 1778),
- Gianfederico d’Este (1 września 1700 – 24 kwietnia 1727),
- Enrichetta d’Este d’Este (27 maja 1702 – 30 stycznia 1777),
- Clemente d’Este (20 – 23 kwietnia 1708),
- córkę (ur. i zm. 1710).